# Гончарова
Гончарова (на английски: Goncharova) е ударен кратер разположен на планетата Венера. Той е с диаметър 30,3 km, и е кръстен на Наталия Гончарова – руска авангардна художничка.